# Neosuthora davidiana
El picoloro de David (Neosuthora davidiana) es una especie de ave paseriforme de la familia Sylviidae que vive en el sureste de Asia. Su nombre conmemora al sacerdote y naturalista francés Armand David. Actualmente se considera la única especie del género Neosuthora, aunque anteriormente se clasificaba en el género Paradoxornis.

## Descripción
El picoloro de David mide alrededor de 10 cm de largo. El plumaje de sus partes superiores y flancos es pardo grisáceo, y blanquecino el de las inferiores. Su cabeza es de color castaño rojizo, excepto de la garganta que es negra. Su pico blanquecino amarillento es corto, robusto de forma similar a la de los loros. Su cola es más corta que la del resto de picoloros. Tiene los ojos de color pardo oscuro.

## Distribución y hábitat
Se encuentra en los bosques del sur de China y el norte de Indochina, distribuido por Laos, el este de Birmania y el norte de Tailandia y Vietnam.